# پرمازپام
پرمازپام (به انگلیسی: Premazepam) مشتقی از بنزودیازپین است. این ماده آگونیست نسبی گیرنده بنزودیازپین است و در سال ۱۹۸۴ مشخص شد که دارای خواص ضد اضطراب و آرام بخش در انسان است، با این حال هرگز به بازار عرضه نشد.

## همچنین ببینید
- بنزودیازپین
- وابستگی به بنزودیازپین‌ها
- سندرم ترک بنزودیازپین